# Melanargia perlongata
Melanargia perlongata är en fjärilsart som beskrevs av Hermann Stauder 1911. Melanargia perlongata ingår i släktet Melanargia och familjen praktfjärilar. Inga underarter finns listade i Catalogue of Life.